# Masashi Ueda
Masashi Ueda (植田 まさし, Ueda Masashi), né Masamichi Uematsu (植松 正通, Uematsu Masamichi) le 27 mai 1947 à Tokyo, est un mangaka et animateur japonais. Par ailleurs, en 1988, il est nommé commissaire spécial de l'Organisation des Nations unies (ONU) au Népal.

## Œuvre
- Furiten-kun (?),	1980–94	(prépublié dans le Kindai Mahjong, Kindai Mahjong Original, Gamble Punch et Manga Life, publié par Takeshobo en 19 volumes)
- Kobo-chan (?) 1982–présent (prépublié dans le Yomiuri Shimbun, publié par Soyosha en 60 volumes et Hōbunsha en 33 volumes [1],[2])
- Osusume Furiten-kun (?) 1991–92 (prépublié dans le Manga Life, publié par Takeshobo en 8 volumes)
- Shin Furiten-kun (?) 2002–présent (prépublié dans le Manga Life, publié par Takeshobo en 3 volumes)
- Kariage-kun (かりあげクン?) (publié par Action Comics in 48 volumes
- Otobokekachō (おとぼけ課長?) (publié par Hōbunshain en 27 volumes)
- Furiten-kun (フリテンくん?) (publié par Bamboo Comics en 17 volumes)
- Tokumori! Ueda masashi (特盛!植田まさし?) (publié par Manga Time / My Pal Comics en 11 volumes)
- Sukkarakāsan (すっから母さん?) (publié en 8 volumes)
- Masashi-kun (まさし君?) (publié par Hōbunsha Comics en 5 volumes)
- Nonki-kun (のんき君?) (publié par Hōbunsha Comics en 4 volumes)
- Rakuten Papa (らくてんパパ?) (publié par Kōdansha Comics en 3 volumes)
- Nikoniko ega otto (にこにこエガ夫?)

## Distinctions
- 1999 : Prix d'Excellence de l'Association des auteurs de bande dessinée japonais pour Kobo-chan et Otoboke Kachō
- 2016 : Grand Prix de l'Association des auteurs de bande dessinée japonais pour Kariage-kun[3]